# Влашићи (митологија)
Влашићи су у старој словенској вери назив за Плејаде, групе звезда које су видели као мистична бића.
У многим традицијама митских Плејада је било седам, а исто је и у српској. У већини европских традиција Плејаде се замишљају као квочка са пилићима, седам сестара, или седам јарића.
У српском народу ово звездано јато је поистовећено са седморо браће чија су имена Мика и Миока, Рака и Раока, Орисав и Борисав и, седми, Милисав. Присутна су и имена Воле и Волета, Рале и Ралета, Миле и Милета и мали Пржожак, затим Вао и Ваока, Мио и Миока, Скарабојо и Борисав и мали Биљурак, односно Миле и Милета, Раде и Радета, Боре и Борета и мали Пригимиз. Према једној легенди, није реч о седморо браће, већ о царевој кћери, пет змајева и роба. Легенда каже да је царева кћи једног дана нестала из куле у којој је била затворена, а неки роб је кренуо да је тражи. Он је наишао на мајку пет змајева, од којих је један био изузетно добар стрелац и могао је да устрели и „звезду на највишем небу“. Уз помоћ змајева роб је успео да пронађе цареву кћер. Влашићи су тај роб, змајеви и царева кћер. Сваке године између Ђурђевдана и Видовдана они одлазе Ветровој, Сунчевој и Месечевој мајци да јој захвале за савет и тада се не виде на небу.
Постоји и легенда према којој су Влашићи шесторо браће и девојка коју су отели. Шесторо браће Влаха договорило се да на Петровдан отму Мизулинку, лепу кћер неке бабе. Када је баба приметила да јој нема кћерке, започела је неутешни плач. То је досадило Богу, па је приковао за небо отмичаре и Мизулинку како би их народ спомињао „доклен буде света“. Прве две звезде су браћа Миле и Милета, друге Вуле и Вулета, треће Шкор-Бора и Бариша, а на крају је Мизулинка која, жалећи за мајком, „све затеже и неће да иде за сватовима до пола пута, а када дође до пола пута, онда прође сватове и иде прва“. На основу ове легенде Н. Јанковић закључује да су Миле и Милета φ и b, Вуле и Вулета а и с, Шкор-Бора и Бариша η и f, a Мизулинка h Tauri. Ова легенда је истовремено и етиолошка јер објашњава настанак имена Влашићи.
Име је народ објашњавао и тиме да се на основу положаја Влашића може проценити „на танку танцату влас“ које је доба ноћи, док се у Приморју говорило да се Влашићи тако зову јер излазе иза планине која је са влашке стране. Народна етимилогија која назив Влашићи везује за Влахе сасвим сигурно је секундарног типа, пошто сличне називе за ово звездано јато имају и Руси (Волосожары) и Украјинци (Волосожа́ри), који никада нису имали контакте са Власима. Старословенски називи за Влашиће били су Власежелишти, Власожелишти, Власожилишти, Власожельци и Волосыни.
Назив Влашићи везује са именом древног словенског сточног бога Волоса (Велеса, Велеша). Име Волос вероватно је тек један од епитета тог божанства који је служио избегавању изговарања његовог правог, табуисаног имена, и који је указивао је на Волосову длакавост, тј. на то да је замишљан као бог обложен крзном. Према овом тумачењу Влашићи би били Волошићи, синови бога Волоса. На то указује и алтернативни назив за Влашиће − Влашки синови. Јанковић сматра да је каснија асимилација Волоса од стране св. Влаха могла да доведе до тога да Волосови синови добију име Влашићи.
Како је поменуто, народ је говорио да се Влашићи не виде од Ђурђевдана до Видовдана, па се говорило да „ђурђевданска зора Влашиће затвара, а видовданска зора Влашиће отвара“. Сматрало се и да се Влашићи не виде од Ђурђевдана до Петровдана и да својим појављивањем отварају лето и затварају зиму. Такође се веровало да од Видовдана до Велике Госпојине путују дању па се не могу видети од сунца. На основу положаја Влашића одређивано је доба ноћи. Када се појаве о Петровдану, кретало се у косидбу.
Има назнака да су Влашићи били повезивани са идејом плодности и да им је приписивано повољно дејство на земљорадничке послове. Прво појављивање на небу често је био знак да треба почети неку врсту посла (вршидбу проса, орање и сетву и сл.). На везу Влашића са земљорадњом указују и наведена појединачна имена. Тако Воле и Волета, Вао и Ваока, алудирају на волове, Рале и Ралета на рало, Орисав и Борисав на орање, Раде и Радета на рад. Следећи ову логику, могуће је да се за Влашиће везивала и нека љубавна прича јер се међу њиховим именима обавезно помињу парови типа Миле и Милета, Мио и Миока, као и Милисав. То не треба да чуди пошто су љубавно-еротски митови често у вези са аграрном сфером.
У народној поезији Влашићи се помињу као просци звезде Данице (Венере), а учествују и у Сунчевим сватовима.